# Fug und Janina

Fug und Janina, 2015

Fug und Janina sind ein Kindermusik-Duo aus Bergisch Gladbach.

## Geschichte
Fulgencio Morente Gómez und Janina Burgmer sind Schauspieler und Musiker. 2010 lernten sie sich bei Dreharbeiten in Köln kennen und beschlossen, ein Musik-Duo zu gründen. Ihre Eigenkompositionen begleiteten sie zunächst live nur mit Ukulelen. Zahlreiche Auftritte absolvierten sie bundesweit. Stationen waren unter anderem der Weltkindertag Berlin (2013, 2014 und 2015), Amrum, das Kreuzfahrtschiff AIDAsol, Kinder- und Kulturfestivals und Weihnachtsmärkte.
2013 unterschrieben sie einen Plattenvertrag beim Kölner Plattenlabel GMO – The Label. In Zusammenarbeit mit dem hauseigenen Produzenten und Arrangeur Mike Herting komponierten sie mehrere Kinderlieder und veröffentlichten die CDs Auweihnachten, Feiner Unfug, Kinderlieder Delüx und Unfug für alle.
2021 veröffentlichten Fug und Janina das Kinderbuch Geschichten zu den Liedern, welches neun Gute-Nacht-Geschichten zu ihren Songs enthält.
2022 wurden sie Botschafter des Kinder- und Jugendhilfefonds Köln. Sie setzen sich für junge Menschen in Not und Kinderrechte ein. Zum Weltkindertag am 20. September veröffentlichten sie das Lied Wir sind Kinder mit Recht!.
2024 entwickelte das Kindermusik-Duo für die bundesweite Caritas-Kampagne „Frieden beginnt bei mir“ das interaktive Theaterstück Katze und Hund, na und? Von der Superkraft, die Frieden schafft, bei dem die Bewältigung von Konflikten im Vordergrund steht, zur Aufführung in Kitas.
Fug und Janina sind außerdem als Schauspieler aus einigen Kindersendungen des KiKA bekannt. So wirkten sie bei Wissen macht Ah!, der Sendung mit der Maus sowie Kaiser, König, Karl mit. Zudem sind sie auch mit einem Theaterstück auf Tournee, arbeiten auch als LIVE-Moderatoren auf Events und sind ehrenamtlich beim Verein Wünschdirwas tätig. In der Sendung Peppa Wutz synchronisieren sie etliche Tierfiguren.

## Diskografie

### Alben
- 2013: Auweihnachten
- 2015: Kinderlieder Delüx
- 2015: Fug und Janina erzählen Grimms Märchen, Vol. 1
- 2015: Fug und Janina erzählen Grimms Märchen, Vol. 2
- 2016: Fug und Janina erzählen Grimms Märchen, Vol. 3
- 2016: Fug und Janina erzählen Grimms Märchen, Vol. 4
- 2016: Fug und Janina erzählen Grimms Märchen, Vol. 5
- 2016: Aladin und die Wunderlampe
- 2018: Unfug für alle!

## Buch
- 2021: Geschichten zu den Liedern von Fug und Janina ISBN 978-3-9817244-4-8